# Kjetil Bragli Alstadheim
Kjetil Bragli Alstadheim (nascido a 26 de setembro de 1968) é um jornalista norueguês.
Ele foi director administrativo da Natur og Ungdom de 1989 e jornalista em Klassekampen de 1991 a 1995. Depois de um ano no Aftenposten, ele foi jornalista do Dagens Næringsliv de 1996, editor de assuntos políticos de 2014 a 2020 e editor de assuntos políticos do Aftenposten de 2020.